# Gramat
 Gramat  es una comuna y población de Francia, en la región de Mediodía-Pirineos, departamento de Lot, en el distrito de Gourdon. Es cabecera del cantón homónimo.
Su población en el censo de 1999 era de 3.545 habitantes. La aglomeración urbana se reduce a la propia comuna.
Está integrada en la Communauté de communes du Pays de Gramat .

## Demografía
| 2995 | 3161 | 3288 | 3643 | 3526 | 3545 |
| Para los censos de 1962 a 1999 la población legal corresponde a la población sin duplicidades (Fuente: INSEE [Consultar]) |      |      |      |      |      |